# Tiflologia
La Tiflologia è la scienza pedagogica che si occupa dell'istruzione primaria e secondaria delle persone in condizione di disabilità visiva: ciechi assoluti e/o ipovedenti gravi e lievi. Inoltre, la Tiflologia si occupa di ricercare, progettare e realizzare percorsi didattico-educativi al fine di consentire, alla persona con disabilità visiva, di accedere e/o contribuire in ogni istante della vita, in un qualunque contesto sociale, ove si svolgano attività professionali, culturali e/o di studio e di ricerca. 

## Etimologia
Tiflologia, la parola si compone di due termini che derivano dal greco e sono typhlos e λόγος (logos) che hanno il valore semantico quale quello di "oscuro", "chiuso" e che, in senso traslato, è tradotto in italiano con cecità; logos ha il valore di "studio", "ricerca", "discorso". Dunque, la parola significa scienza, ricerca della condizione della disabilità visiva.

## Evoluzione del termine
Tiflologia: la parola compare nel primo ventennio del Novecento per opera del pioniere della scienza omonima, Augusto Romagnoli. Successivamente, negli anni Trenta e Quaranta, il termine viene utilizzato per indicare percorsi di formazione professionale volti a definire l'inserimento lavorativo delle persone con disabilità visiva nell'ambiente di lavoro. Sul finire degli anni Settanta, inizi anni Ottanta, con l'ingresso di nuove tecnologie nei percorsi di studio per le persone con disabilità visiva e di formazione universitaria, la Tiflologia si è ulteriormente arricchita di quel lessico, oggi divenuto strutturale della stessa, con l'istituzione delle aree Tiflotecnica e Tiflodidattica. Di lì a qualche anno, intorno alla fine degli anni Ottanta primi anni Novanta,  con la diffusione di internet e l'utilizzo del computer, da parte delle persone con disabilità visiva, si è aggiunta una terza macro-area: la Tifloinformatica.